# Saison 2009-2010 du Racing Club de Lens
Maillots
Dernière mise à jour : 15 mai 2010.
Chronologie
Saison précédente Saison suivante
Cette saison 2009-2010 du Racing Club de Lens marque le retour du club en première division, un an après l'avoir quittée. Les joueurs du Racing ont repris l'entraînement le 29 juin 2009 et ont effectué deux stages d'avant-saison : l'un au Touquet qui s'est tenu du 2 au 5 juillet et l'autre à Vichy qui s'est déroulé du 18 au 26 juillet.
Durant la trêve hivernale, les lensois sont partis en stage durant six jours à Malaga en Espagne, du 2 au 7 janvier 2010.

## Résumé de la saison

### Bilan
| Domicile              | Domicile    | Domicile    | Domicile    | Domicile    | Domicile    | Domicile    | Extérieur   | Extérieur   | Extérieur   | Extérieur   | Extérieur   | Extérieur   | Extérieur   | Total       | Total       | Total       | Total       | Total       | Total       | Total       |
| Championnat           | Championnat | Championnat | Championnat | Championnat | Championnat | Championnat | Championnat | Championnat | Championnat | Championnat | Championnat | Championnat | Championnat | Championnat | Championnat | Championnat | Championnat | Championnat | Championnat | Championnat |
| --------------------- | ----------- | ----------- | ----------- | ----------- | ----------- | ----------- | ----------- | ----------- | ----------- | ----------- | ----------- | ----------- | ----------- | ----------- | ----------- | ----------- | ----------- | ----------- | ----------- | ----------- |
| V                     | N           | D           | Bp          | Bc          | Diff        | Pts         | V           | N           | D           | Bp          | Bc          | Diff        | Pts         | V           | N           | D           | Bp          | Bc          | Diff        | Pts         |
| 9                     | 7           | 3           | 27          | 17          | +10         | 34          | 3           | 5           | 11          | 13          | 27          | -14         | 14          | 12          | 12          | 14          | 40          | 44          | -4          | 48          |
| Coupes                |             |             |             |             |             |             |             |             |             |             |             |             |             |             |             |             |             |             |             |             |
| 3                     | 0           | 1           | 9           | 5           | +4          | -           | 2           | 0           | 1           | 5           | 4           | +1          | -           | 5           | 0           | 2           | 14          | 9           | +5          | -           |
| Toutes compétitions ¹ |             |             |             |             |             |             |             |             |             |             |             |             |             |             |             |             |             |             |             |             |
| 12                    | 7           | 4           | 36          | 22          | +14         | -           | 5           | 5           | 12          | 18          | 31          | -13         | -           | 17          | 12          | 16          | 54          | 53          | +1          | -           |

¹ Incluant tous les matches officiels. Les rencontres amicales ne sont donc pas comprises.

### Mercato
Le recrutement étant contrôlé par la Direction nationale du contrôle de gestion, le Racing Club de Lens se doit de faire attention aux sommes dépensées et aux salaires versés.
Voyant Kanga Akalé et David Pollet revenir de leur prêt respectif, Lens s'active aussi en début de mercato. Le 23 mai, Eduardo Ribeiro rejoint le club, en provenance de Guingamp. Deux jours plus tard, c'est le gardien de but Hamdi Kasraoui qui arrive, remplaçant numériquement Arnaud Brocard, dont le contrat n'a pas été prolongé. Le 9 juin, le défenseur central Issam El Adoua signe au Racing pour deux saisons. Le 25, le contrat de Nolan Roux est résilié. Au mois d'août, les deux déceptions lensoises, Dalibor Veselinović et Grégory Vignal, partent définitivement du club. Le 28 août, Aruna Dindane, le joueur le plus attractif du club, est prêté avec option d'achat à Portsmouth.
En janvier 2010, lors du mercato d'hiver, le président Martel annonce que plusieurs joueurs quitteront le club sous la forme d'un prêt. Le 8, c'est Fabien Laurenti qui quitte le Racing pour Brest. Quelques jours plus tard, Steven Joseph-Monrose part à Châteauroux, et l'international camerounais Henri Bedimo fait le chemin inverse en signant un contrat de trois ans et demi. Le 13 janvier, Geoffrey Doumeng rejoint ses anciens coéquipiers en Ligue 2 et signe au Tours FC. Recruté six mois plus tôt, El Adoua est prêté à Nantes le 16.

### Le parcours en championnat mois après mois
- Août : Le Racing Club de Lens commence sa saison « retour en Ligue 1 » avec un duel entre champions, étant opposé aux Girondins de Bordeaux à Chaban-Delmas. Comme il y a deux ans, les lensois s'inclinent face aux bordelais, cette fois-ci sur le lourd score, compte tenu de la physionomie du match, de quatre buts à un. Pour le retour de la Ligue 1 à Bollaert, les Sang et Or se rattrapent bien contre Auxerre, en obtenant leur premier succès de la saison devant 34 671 spectateurs, soit le meilleur chiffre français depuis le début de la saison. Une semaine plus tard, Lens enchaîne avec sa deuxième victoire consécutive, ce qui n'était plus arrivé au club au sein de l'élite depuis le 23 janvier 2008[13]. Pour le dernier match du mois contre Rennes, les lensois sont tout près de continuer avec leur série de victoires, mais un but d'Asamoah Gyan inscrit dans les arrêts de jeu empêche le club d'accéder à la quatrième place.

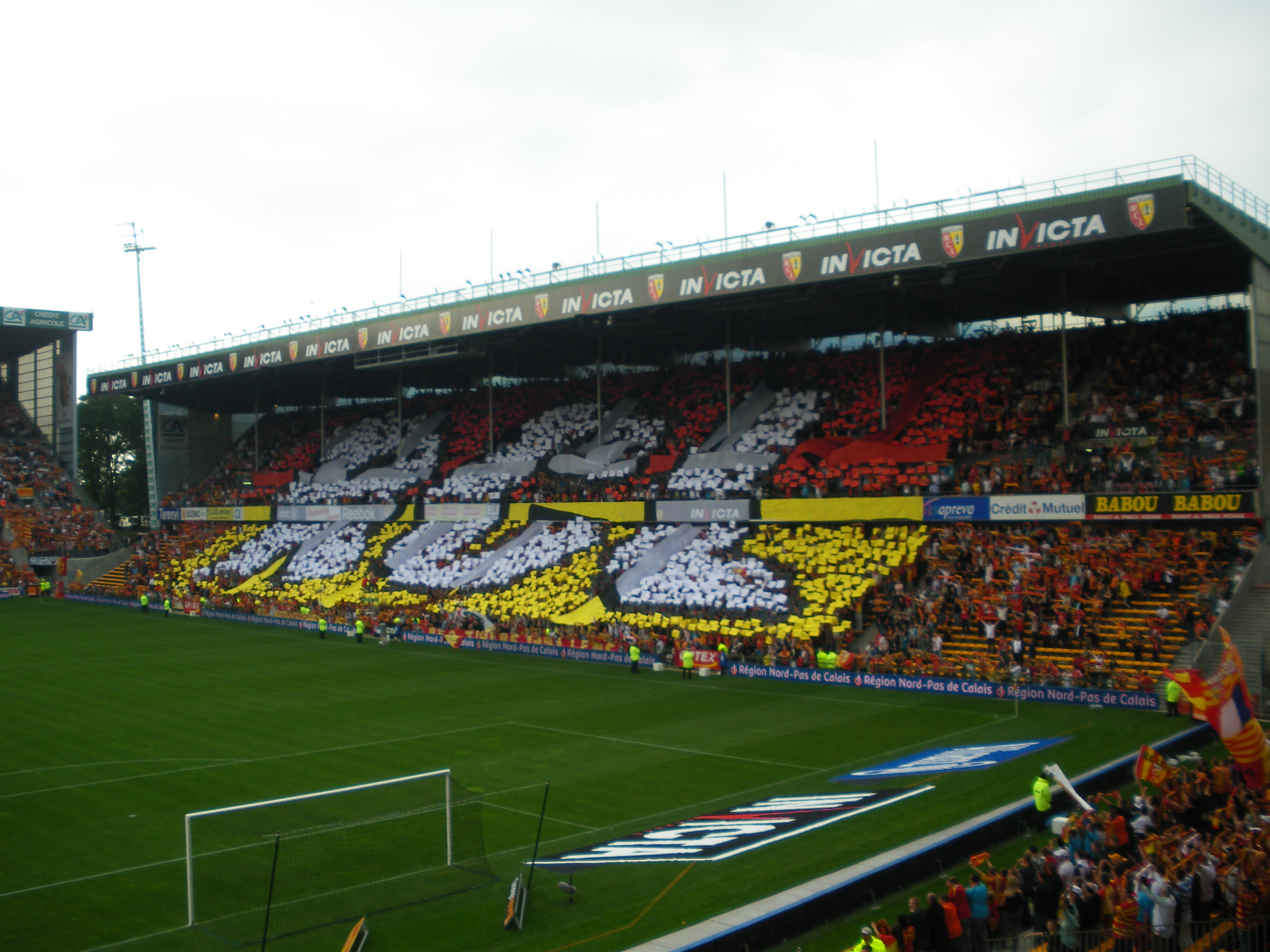
Vue du tifo des tribunes Marek et Xercès réalisé à l'occasion de Lens-Lille du 20 septembre 2009.

- Septembre : Après une trêve d'une semaine due aux matches internationaux, Lens se déplace à Montpellier pour affronter l'autre surprise de ce début de saison[14]. Mais après un match raté[15], les nordistes concèdent leur deuxième défaite de l'année. Huit jours plus tard, le RCL reçoit son rival lillois lors du premier derby de sa saison. En difficulté lors de la première période, les Sang et Or réagissent en seconde, et ouvrent le score grâce à Razak Boukari. Tenant le score, et favorisé par l'expulsion rapide de Yohan Cabaye (quarante-trois secondes après être entré en jeu)[16], Lens semble se diriger vers la victoire, mais une tête lobée d'Adil Rami décide autrement de l'issue de ce match. Après trois matches sans victoire, Lens se rend au Mans dans l'optique de mettre fin à cette série, sur le terrain d'une équipe également en plein doute et aux portes de la zone rouge. Mais comme lors de leur précédent déplacement, les lensois repartent en Artois sur un non-match, après avoir pris une grosse claque (défaite trois buts à zéro), et sauvés de la catastrophe par leur gardien qui a multiplié les parades[17].

- Octobre : Le 3 octobre, Lens reçoit le multiple champion de France et deuxième au classement, l'Olympique lyonnais, équipe en forme depuis un peu plus d'un mois et récent large vainqueur de Debrecen en Ligue des Champions. Pour le retour en Ligue 1 de Kanga Akalé avec Lens, lui qui n'avait plus foulé la pelouse de Bollaert depuis le 24 novembre 2007, le Racing est vite mené au score. Bénéficiant d'un pénalty à la suite d'une main de Réveillère dans la surface de réparation, Demont manque l'occasion d'égaliser, et ce sont les lyonnais qui assurent leur victoire en seconde période. Une triste série vient alors de débuter, le jeu lensois devenant au fil des matches de plus en plus insipide. Inexistants à Monaco, les lensois le sont tout autant contre le TFC, et s'inclinent par deux fois sur le score de deux buts à zéro. La réception de Lorient permet juste de sortir de ce mois d'octobre avec un point pris sur douze possibles, le spectacle n'étant toujours pas au rendez-vous.

- Novembre : Cependant, le déplacement à Sochaux laisse entrevoir quelques améliorations, le club franc-comtois n'étant pas au mieux et réussissant plutôt bien aux Sang et Or ces dernières saisons (quatre victoires et un nul en cinq saisons[18]). Plus convaincants, les lensois résistent bien, et inscrivent même deux buts, leur assurant une victoire et mettant fin à leur série de huit matches sans succès. La journée suivante, Lens, plutôt entreprenant, inverse le cours du match et signe sa deuxième victoire. Pour la troisième et dernière rencontre du mois, face à l'Olympique de Marseille, les joueurs nordistes goûtent enfin aux joies du but inscrit dans les arrêts de jeu, qui leur était d'habitude défavorable. Ce choc est aussi l'occasion de dépasser la barre des 40 000 spectateurs (41 052 exactement), alors atteinte par seulement deux clubs : Marseille et Paris.

- Décembre : Forts de cette très belle série, la meilleure réalisée depuis trois ans[19], Lens part confiant au Stade de la Libération. Un peu trop d'ailleurs, car malgré la claque reçue quatre jours auparavant contre Paris (cinq buts à deux), et leur très mauvais début de match (un but encaissé et une exclusion), Boulogne revient au score avant la mi-temps, et double même la mise dans les ultimes instants de la première période. Invaincus depuis plus d'un mois, les lensois manquent donc l'occasion de faire le trou sur les trois relégables. Une semaine plus tard, Lens se reprend contre Nice (deux à zéro) et obtient ensuite un bon nul au Parc des Princes (un but partout), lors de la onzième journée décalée. Les Sang et Or disputent lors de l'avant-dernière journée avant la trêve un derby contre Valenciennes au Stade Nungesser, qui se solde sur un score nul et vierge, première depuis le début de la saison pour des lensois qui encaissent systématiquement un but hors de leur base. Lors de ce match, aucun carton n'est distribué. Lors du dernier match de l'année, avancé au mardi, Lens s'impose dans les arrêts de jeu face à Saint-Étienne, grâce à une panenka d'Eduardo, alors que les attaquants lensois butaient sur Janot durant tout le match[20]. Encore une fois victorieux, les Sang et Or concluent l'année avec dix-sept points sur vingt-quatre possibles sur les huit derniers matches (soit le troisième meilleur total de L1[21]), et terminent à la treizième place avec dix points d'avance sur le premier relégable, leur adversaire d'un soir.

- Janvier : De retour d'Espagne pour le premier match de la nouvelle année, Lens doit faire face à un mois de janvier plutôt compliqué. En déplacement au stade de la route de Lorient, les lensois tiennent la dragée haute à des rennais peu inspirés[22]. Quatre jours plus tard, contre Montpellier, Lens prend le jeu à son compte, et est tout prêt d'ouvrir le score. Mais Jourdren sauve son équipe à plusieurs reprises, et comme souvent dans ce genre de match, ce sont les dominés qui accrochent la victoire en fin de rencontre[23]. Les Héraultais mettent ainsi fin à un mois et demi d'invincibilité lensoise[23]. Pour le dernier match du mois, Lens affronte un Lille en plein boom, qui a pris vingt-et-un points sur vingt-quatre lors de ses huit derniers matches de championnat[24]. Dominés dans tous les compartiments du jeu, les lensois s'inclinent logiquement sur le score d'un but à zéro.

- Février : Contre Le Mans, équipe relégable, Lens assure l'essentiel et maîtrise son adversaire pendant plus d'une heure, avant de se relâcher en fin de match. Lors de son déplacement à Gerland pour le compte de la vingt-quatrième journée, Lens est près de l'exploit, mais s'incline en fin de match en encaissant un but de Delgado. Le 20 février, les Sang et Or confirment de nouveau leur redressement en championnat, en dominant largement Monaco, trois buts à zéro. Lors du dernier match du mois, Lens domine Toulouse au Stadium, mais chute à cause d'une erreur grossière de Bedimo, qui en voulant dégager d'une retournée renvoie le ballon sur Sissoko, puis sur Dupuis qui marque dans le but vide[25].

- Mars : Alors que les lensois doivent recevoir les parisiens, le ministère de l'Intérieur interdit la venue à Bollaert des supporteurs de la capitale, à la suite des incidents survenus à Paris en marge du match PSG - Marseille, que les supporters marseillais avaient décidé de boycotter[26]. Devant un parcage « visiteurs » vide, les lensois prennent la mesure de la rencontre, et ouvrent le score après l'heure de jeu. Alors qu'ils ont des occasions de doubler la mise, ce sont les parisiens qui reviennent à la marque à quelques secondes de la fin. Une semaine plus tard, c'est contre de bien pâles lorientais que Lens bute, et vendange ses actions de but[27]. Face à un Fabien Audard des grands soirs, les Sang et Or restent muets pour la quatrième fois consécutive hors de leur base, et prennent même un but à dix minutes du coup de sifflet final. Contre Sochaux, le 20 mars, Lens à l'occasion de gagner quelques places au classement, face à un adversaire direct. Au terme d'un match endormant, les deux équipes se séparent sur un score nul et vierge. Pour leur quatrième et dernier match du mois, les lensois se rendent à Nancy, l'un des plus mauvais élèves de Ligue 1 à domicile. Fort de sa qualification pour les demi-finales de la Coupe de France, Lens tient quarante-trois minutes, avant de plier littéralement. Complètement à l'ouest, les nordistes prennent une claque historique en cédant par cinq fois, ce qui ne leur était plus arrivé depuis quatorze ans et un déplacement à Monaco[28].

- Avril : Toujours en déplacement en ce début de mois d'avril, les lensois se rendent au Stade Vélodrome de Marseille. Contre des marseillais en pleine bourre, et leaders du championnat, Lens tient le match nul pendant vingt-deux minutes, avant de céder une seule fois. Le match suivant est lui beaucoup plus accessible pour Lens, qui a contre Boulogne une belle occasion de quasiment assurer son maintien. Après la blessure de Jemâa en tout début de match, Toifilou Maoulida, plus titulaire en Ligue 1 depuis moins de quatre mois, prend ses aises à la tête de l'attaque. Très actif, il réalise le second coup du chapeau de sa carrière, face au même Bédénik qu'il y a six ans lors du match Metz - Le Mans[29]. Donnant quatorze points d'avance sur le premier relégable, « Filou » succède avec ses trois buts à John Utaka, auteur d'un triplé il y a cinq ans contre Rennes, le 14 mai 2005, lors de la victoire cinq buts à deux de Lens[30]. Concernant l'entraîneur, Jean-Guy Wallemme, il est confirmé dans ses fonctions pour la saison prochaine par le président Martel[31]. Contre Nice, le 17 avril, Lens met fin à sa série de six défaites à l'extérieur en obtenant un précieux match nul et vierge. Stagnant toujours à la quatorzième place, il n'est plus très loin du maintien. Durant ces dernières semaines, Lens a connu une cascade de blessures (Boukari, Jemâa, Runje, Yahia, Kovačević), qui l'ont empêché de viser une place plus confortable au classement. Lors du dernier derby nordiste de la saison, Lens se fait accrocher par Valenciennes un but partout. Avec douze points d'avance sur le premier relégable à quatre journées de la fin, les Artésiens peuvent souffler et sont extrêmement proches du maintien, ayant une différence de buts très supérieur à celle du dix-huitième. Finalement, c'est sans jouer que Lens assure sa place dans l'élite pour la saison prochaine, profitant du match nul du Mans au stade Louis-II de Monaco en match avancé de la trente-cinquième journée, le 27 avril[32].

- Mai : Alors qu'il n'a plus rien à jouer, Lens se rend à Saint-Étienne, qui n'a pas encore assuré son maintien, le 2 mai. Menés d'un but à la mi-temps, les lensois réagissent en seconde mi-temps, marquant à quatre reprises, dont une fois grâce à la chance de Jemâa, qui lobe Janot involontairement en glissant sur une pelouse détrempée[33]. Cette victoire est également synonyme de premier succès de la saison à l'extérieur après avoir été mené, et de la première défaite de Sainté en Ligue 1 après avoir marqué le premier but depuis le 4 novembre 2007 et un match à Lens[34]. C'est aussi la troisième victoire de Lens contre les Verts toutes compétitions confondues cette saison. Contre Grenoble, Lens déçoit ses supporters en se faisant accrocher par la lanterne rouge (un but partout). Lors de ce match, le gardien lensois Kasraoui stoppe un penalty, évitant ainsi une défaite qui aurait fait désordre. Lors d'avant dernière journée, le Racing se reprend en tenant en échec Auxerre (match nul et vierge), et manque de peu de s'imposer (Jemâa vendangeant plusieurs occasions). En jouant le jeu, Lens donne un coup de main à son voisin lillois, qui prend la deuxième place du classement et se place pour la Ligue des champions. Lors de la dernière sortie des lensois dans leur stade, les supporters assistent à un festival de buts, dont le neuf-centième de la saison[35]. Passant de la quatorzième à la onzième place, Lens gagne par la même occasion un million et demi d'euros[36].

## Effectif professionnel
L'effectif professionnel de la saison 2009-2010 du Racing Club de Lens, entraîné par Jean-Guy Wallemme et ses adjoints Christophe Delmotte et Dominique Cuperly, comporte au total vingt-six joueurs, dont six internationaux et neuf formés au club. Michel Ettore, ancien gardien de but, peut compter lors de ses séances d'entraînement sur deux gardiens expérimentés, Vedran Runje et Hamdi Kasraoui, et sur un jeune nordiste, Samuel Atrous.

## Effectif
Note : Les numéros 12 et 17 ont été retirés par le club. En effet, le 12 représente le public lensois et le 17 le numéro que portait Marc-Vivien Foé, mort subitement le 26 juin 2003.

## Statistiques des joueurs

### Générales
| N° | Poste     | Joueur         | Matches disputés au total | Matches disputés en tant que titulaire | Matches disputés en tant que remplaçant | Buts inscrits | Passes décisives délivrées | Cartons jaunes reçus | Cartons rouges reçus | Notes                                          |
| -- | --------- | -------------- | ------------------------- | -------------------------------------- | --------------------------------------- | ------------- | -------------------------- | -------------------- | -------------------- | ---------------------------------------------- |
| 1  | Gardien   | Runje          | 37                        | 37                                     | 0                                       | 0             | 0                          | 2                    | 0                    | Blessé actuellement                            |
| 2  | Défenseur | Ramos          | 36                        | 33                                     | 3                                       | 1             | 0                          | 9                    | 1                    |                                                |
| 5  | Défenseur | Yahia          | 39                        | 39                                     | 0                                       | 1             | 1                          | 9                    | 1                    |                                                |
| 6  | Défenseur | Bedimo         | 19                        | 14                                     | 5                                       | 1             | 2                          | 3                    | 0                    | Arrivé le 13 janvier () et parti à la CAN 2010 |
| 7  | Milieu    | Boukari        | 31                        | 23                                     | 8                                       | 5             | 1                          | 2                    | 0                    | Blessé actuellement                            |
| 9  | Attaquant | Maoulida       | 29                        | 17                                     | 12                                      | 13            | 1                          | 1                    | 0                    |                                                |
| 10 | Milieu    | Milovanović    | 19                        | 10                                     | 9                                       | 0             | 3                          | 1                    | 0                    |                                                |
| 11 | Attaquant | Eduardo        | 35                        | 21                                     | 14                                      | 7             | 2                          | 0                    | 0                    |                                                |
| 14 | Attaquant | Monnet-Paquet  | 37                        | 25                                     | 12                                      | 4             | 3                          | 1                    | 0                    |                                                |
| 16 | Gardien   | Kasraoui       | 8                         | 8                                      | 0                                       | 0             | 0                          | 0                    | 0                    |                                                |
| 18 | Milieu    | Roudet         | 35                        | 31                                     | 4                                       | 4             | 7                          | 2                    | 0                    |                                                |
| 19 | Défenseur | Sartre         | 24                        | 17                                     | 7                                       | 3             | 0                          | 1                    | 0                    |                                                |
| 20 | Milieu    | Hermach        | 41                        | 34                                     | 7                                       | 1             | 1                          | 6                    | 0                    |                                                |
| 22 | Attaquant | Jemâa          | 33                        | 19                                     | 14                                      | 9             | 1                          | 2                    | 0                    | Parti à la CAN 2010                            |
| 23 | Milieu    | Kovačević      | 30                        | 28                                     | 2                                       | 0             | 0                          | 5                    | 0                    |                                                |
| 24 | Défenseur | Chelle         | 36                        | 35                                     | 1                                       | 0             | 0                          | 5                    | 0                    |                                                |
| 26 | Défenseur | Demont         | 42                        | 42                                     | 0                                       | 1             | 5                          | 5                    | 0                    |                                                |
| 27 | Milieu    | Sow            | 36                        | 26                                     | 10                                      | 0             | 1                          | 8                    | 0                    | Parti à la CAN 2010                            |
| 28 | Milieu    | Akalé          | 35                        | 24                                     | 11                                      | 2             | 3                          | 3                    | 0                    |                                                |
| 29 | Défenseur | Rémy           | 0                         | 0                                      | 0                                       | 0             | 0                          | 0                    | 0                    |                                                |
| 30 | Gardien   | Atrous         | 0                         | 0                                      | 0                                       | 0             | 0                          | 0                    | 0                    |                                                |
| 33 | Défenseur | Aurier         | 7                         | 6                                      | 1                                       | 0             | 0                          | 2                    | 0                    |                                                |
| 33 | Défenseur | Situ           | 1                         | 1                                      | 0                                       | 0             | 0                          | 0                    | 0                    |                                                |
| 33 | Défenseur | Touré          | 1                         | 0                                      | 1                                       | 0             | 0                          | 0                    | 0                    |                                                |
| —  | Défenseur | Laurenti       | 6                         | 4                                      | 2                                       | 0             | 0                          | 2                    | 0                    | Parti le 8 janvier ()                          |
| —  | Attaquant | Joseph-Monrose | 2                         | 0                                      | 2                                       | 0             | 0                          | 0                    | 0                    | Parti le 11 janvier ()                         |
| —  | Milieu    | Doumeng        | 0                         | 0                                      | 0                                       | 0             | 0                          | 0                    | 0                    | Parti le 13 janvier ()                         |
| —  | Défenseur | El Adoua       | 1                         | 1                                      | 0                                       | 0             | 0                          | 1                    | 0                    | Parti le 16 janvier ()                         |

### En sélection nationale
Ce tableau indique le nombre de sélections en équipe nationale des joueurs lensois lors de cette saison.
Mis à jour le 3 mars 2010, après Belgique - Croatie et Libye - Mali.
| Joueur         | Sélection | Matches disputés au total | Matches disputés en tant que titulaire | Matches disputés en tant que remplaçant | Buts inscrits | Notes                                      |
| -------------- | --------- | ------------------------- | -------------------------------------- | --------------------------------------- | ------------- | ------------------------------------------ |
| Henri Bedimo   | Cameroun  | 3                         | 3                                      | 0                                       | 0             | Présent à la CAN 2010, du 10 au 25 janvier |
| Issam El Adoua | Maroc     | 2                         | 2                                      | 0                                       | 0             |                                            |
| Adil Hermach   | Maroc     | 1                         | 1                                      | 0                                       | 0             |                                            |
| Issam Jemâa    | Tunisie   | 9                         | 7                                      | 2                                       | 1             | Présent à la CAN 2010, du 10 au 21 janvier |
| Hamdi Kasraoui | Tunisie   | 2                         | 2                                      | 0                                       | 0             |                                            |
| Vedran Runje   | Croatie   | 6                         | 6                                      | 0                                       | 0             |                                            |
| Samba Sow      | Mali      | 4                         | 2                                      | 2                                       | 0             | Présent à la CAN 2010, du 10 au 18 janvier |

## Rencontres

### Ligue 1
| Bilan des matches |    |    |    |    |    |    |    |    |    |    |    |    |    |    |    |    |    |    |    |    |    |    |    |    |    |    |    |    |    |    |    |    |    |    |    |    |    |    |
| Journée           | 01 | 02 | 03 | 04 | 05 | 06 | 07 | 08 | 09 | 10 | 11 | 12 | 13 | 14 | 15 | 16 | 17 | 18 | 19 | 20 | 21 | 22 | 23 | 24 | 25 | 26 | 27 | 28 | 29 | 30 | 31 | 32 | 33 | 34 | 35 | 36 | 37 | 38 |
| Lieu              | E  | D  | E  | D  | E  | D  | E  | D  | E  | D  | E  | D  | E  | D  | D  | E  | D  | E  | D  | E  | D  | E  | D  | E  | D  | E  | D  | E  | D  | E  | E  | D  | E  | D  | E  | D  | E  | D  |
| Résultat          | D  | V  | V  | N  | D  | N  | D  | D  | D  | D  | N  | N  | V  | V  | V  | D  | V  | N  | V  | N  | D  | D  | V  | D  | V  | D  | N  | D  | N  | D  | D  | V  | N  | N  | V  | N  | N  | V  |
| Class.            | 19 | 11 | 6  | 6  | 10 | 10 | 13 | 17 | 18 | 19 | 19 | 17 | 16 | 15 | 15 | 15 | 14 | 14 | 13 | 13 | 15 | 15 | 14 | 15 | 13 | 13 | 15 | 15 | 15 | 15 | 16 | 14 | 14 | 14 | 14 | 13 | 14 | 11 |

      Relégable
Source : Classement journée par journée du RC Lens sur le site de la LFP.
Note : La 11e journée, initialement prévue fin octobre, a été décalée au mois de décembre.

#### Classements

##### Général
| Rang | Équipe            | Pts | J  | G  | N  | P  | Bp | Bc | Diff |
| ---- | ----------------- | --- | -- | -- | -- | -- | -- | -- | ---- |
| 9    | Stade Rennais     | 53  | 38 | 14 | 11 | 13 | 52 | 41 | +11  |
| 10   | Valenciennes FC   | 52  | 38 | 14 | 10 | 14 | 50 | 50 | 0    |
| 11   | RC Lens P         | 48  | 38 | 12 | 12 | 14 | 40 | 44 | -4   |
| 12   | AS Nancy-Lorraine | 48  | 38 | 13 | 9  | 16 | 46 | 53 | -7   |
| 13   | Paris SG          | 47  | 38 | 12 | 11 | 15 | 50 | 46 | +4   |

| Légende : Qualifications et relégations | Légende : Qualifications et relégations                             |
| --------------------------------------- | ------------------------------------------------------------------- |
|                                         | Ligue des Champions 2010-2011, phase de groupes : 1er et 2e         |
|                                         | Ligue des Champions 2010-2011, tour de barrages : 3e                |
|                                         | Ligue Europa 2010-2011, tour de barrages : 4e et vainqueur de coupe |
|                                         | Ligue Europa 2010-2011, troisième tour de qualification : 5e        |
|                                         | Ligue 2 (relégation) : 18e, 19e et 20e                              |
|                                         | P : Promu                                                           |

Source : Classement de Ligue 1 sur le site de la LFP.

Règles de classement : 1. points ; 2. différence de buts ; 3. buts marqués ; 4. différence de buts particulière ; 5. classement du fair-play.

##### Attaque
1. LOSC Lille : 72 buts
2. Olympique de Marseille : 69 buts
3. Olympique Lyonnais : 64 buts

     ...
    13.  RC Lens : 40 buts

##### Défense
1. AJ Auxerre : 29 buts encaissés
2. Olympique de Marseille : 36 buts encaissés
3. Toulouse FC : 36 buts encaissés

     ...
    10.  RC Lens : 44 buts encaissés

#### Classement des buteurs
1. Maoulida : 10 buts
2. Jemâa : 7 buts
3. Eduardo : 5 buts
4. Boukari, Monnet-Paquet : 4 buts
5. Roudet : 3 buts
6. Akalé : 2 buts
7. Bedimo, Demont, Sartre, Sow : 1 but

#### Classement des passeurs
1. Roudet : 6 passes décisives
2. Demont : 5 passes décisives
3. Monnet-Paquet : 3 passes décisives
4. Akalé, Eduardo : 2 passes décisives
5. Bedimo, Hermach, Jemâa, Maoulida, Milovanović, Yahia : 1 passe décisive

#### Affluences
- Affluence moyenne : 34 196 spectateurs (3e place)
- Plus forte affluence : 41 052 spectateurs (15e journée, Lens - Marseille)
- Plus faible affluence : 29 784 spectateurs (21e journée, Lens - Montpellier)
- Taux de remplissage moyen : 82,93 % (5e place)
- Nombre d'abonnés : 23 423[42]

Source : Affluences du club sur le site de la LFP.

#### Statistiques diverses

##### Incidence du1erbut
| À domicile : - Lorsque Lens marque le 1er but : - 8 victoires - 3 matches nuls - 0 défaite - Lorsque Lens encaisse le 1er but : - 1 victoire - 3 matches nuls - 3 défaites | À l'extérieur : - Lorsque Lens marque le 1er but : - 2 victoires - 0 match nul - 1 défaite - Lorsque Lens encaisse le 1er but : - 1 victoire - 2 matches nuls - 10 défaites |

##### Arbitres
Mis à jour le 15 mai 2010, après Lens - Bordeaux.
| Nom                | Ligue                | Victoire | Match nul | Défaite | Cartons jaunes délivrés | Cartons rouges délivrés |
| ------------------ | -------------------- | -------- | --------- | ------- | ----------------------- | ----------------------- |
| Stéphane Bré       | Bretagne             | 0        | 1         | 0       | 4                       | 0                       |
| Ruddy Buquet       | Picardie             | 1        | 1         | 1       | 6                       | 0                       |
| Alexandre Castro   | Rhône Alpes          | 0        | 1         | 0       | 1                       | 1                       |
| Tony Chapron       | Rhône Alpes          | 1        | 0         | 1       | 4                       | 0                       |
| Bruno Coué         | Méditerranée         | 1        | 0         | 1       | 2                       | 2                       |
| Laurent Duhamel    | Normandie            | 0        | 1         | 1       | 2                       | 0                       |
| Didier Falcone     | Méditerranée         | 1        | 1         | 0       | 1                       | 0                       |
| Fredy Fautrel      | Basse Normandie      | 2        | 0         | 1       | 5                       | 0                       |
| Christian Guillard | Atlantique           | 2        | 3         | 0       | 5                       | 1                       |
| Alain Hamer        | Luxembourg           | 0        | 0         | 1       | 3                       | 0                       |
| Lionel Jaffredo    | Bretagne             | 0        | 1         | 0       | 3                       | 0                       |
| Philippe Kalt      | Alsace               | 0        | 1         | 0       | 1                       | 0                       |
| Damien Ledentu     | Languedoc-Roussillon | 3        | 0         | 0       | 4                       | 0                       |
| Philippe Malige    | Languedoc-Roussillon | 0        | 0         | 1       | 2                       | 0                       |
| Sébastien Moreira  | Franche-Comté        | 0        | 1         | 2       | 7                       | 0                       |
| Hervé Piccirillo   | Paris Île-de-France  | 0        | 1         | 2       | 4                       | 0                       |
| Olivier Thual      | Aquitaine            | 0        | 0         | 1       | 0                       | 0                       |
| Clément Turpin     | Bourgogne            | 0        | 0         | 1       | 1                       | 0                       |
| Pascal Vileo       | Aquitaine            | 1        | 1         | 1       | 5                       | 0                       |

## Transferts

### Mercato d'été
| Départ/Arrivée        | Type de transfert     | Date                  | Prix      | Durée | Nom                 | Provenance / Destination  |
| --------------------- | --------------------- | --------------------- | --------- | ----- | ------------------- | ------------------------- |
| Arrivées              | Retour de prêt        | 30 juin               |           |       | Kanga Akalé         | Recreativo de Huelva (D2) |
| Arrivées              | Retour de prêt        | 30 juin               |           |       | David Pollet        | FC Gueugnon (D3)          |
| Arrivées              | Transfert définitif   | 1 juillet             | 3 M€      | 3 ans | Eduardo             | EA Guingamp (D2)          |
| Arrivées              | Transfert définitif   | 1 juillet             | 350 000 € | 2 ans | Issam El Adoua      | Wydad AC (D1)             |
| Arrivées              | Transfert définitif   | 1 juillet             | 600 000 € | 3 ans | Hamdi Kasraoui      | ES Tunis (D1)             |
| Arrivées              | Transfert définitif   | 1 juillet             | 1 M€      | 3 ans | Alaeddine Yahia     | OGC Nice (D1)             |
| Total (6 mouvements)  | Total (6 mouvements)  | Total (6 mouvements)  | 4.95 M€   |       |                     |                           |
| Départs               | Prêt                  | 1 juillet             |           | 1 an  | Kévin Goeman        | SV Zulte Waregem (D1)     |
| Départs               | Prêt                  | 1 juillet             |           | 1 an  | David Pollet        | Paris FC (D3)             |
| Départs               | Prêt                  | 1 août                | 500 000 € | 1 an  | Aruna Dindane       | Portsmouth FC (D1)        |
| Départs               | Prêt                  | 31 août               |           | 1 an  | Sidi Keïta          | Xerez CD (D1)             |
| Départs               | Transfert définitif   | 3 août                | 0 € (f.c) | 3 ans | Arnaud Brocard      | Paris FC (D3)             |
| Départs               | Transfert définitif   | 1 juillet             | 0 € (f.c) | 3 ans | Samuel Camille      | Rayo Vallecano (D2)       |
| Départs               | Transfert définitif   | 1 juillet             | 0 € (f.c) | 3 ans | Frédéric Gaillard   | Calais RUFC (D5)          |
| Départs               | Transfert définitif   | 1 juillet             | 0 € (f.c) | 3 ans | Nolan Roux          | Stade brestois 29 (D2)    |
| Départs               | Transfert définitif   | 1 août                | ?         | 2 ans | Dalibor Veselinović | FC Brussels (D2)          |
| Départs               | Transfert définitif   | 1 août                | 0 € (f.c) | 1 an  | Grégory Vignal      | Birmingham FC (D1)        |
| Total (10 mouvements) | Total (10 mouvements) | Total (10 mouvements) | 0.5 M€    |       |                     |                           |

#### Mercato d'hiver
| Départ/Arrivée       | Type de transfert    | Date                 | Prix | Durée  | Nom                   | Provenance / Destination |
| -------------------- | -------------------- | -------------------- | ---- | ------ | --------------------- | ------------------------ |
| Arrivée              | Transfert définitif  | 13 janvier           | ? €  | 3 ans  | Henri Bedimo          | LB Châteauroux (D2)      |
| Total (1 mouvement)  | Total (1 mouvement)  | Total (1 mouvement)  | ? €  |        |                       |                          |
| Départ               | Prêt                 | 1 janvier            |      | 6 mois | Geoffrey Doumeng      | Tours FC (D2)            |
| Départ               | Prêt                 | 1 janvier            |      | 6 mois | Issam El Adoua        | FC Nantes (D2)           |
| Départ               | Prêt                 | 8 janvier            |      | 6 mois | Fabien Laurenti       | Stade brestois 29 (D2)   |
| Départ               | Prêt                 | 11 janvier           |      | 6 mois | Steven Joseph-Monrose | LB Châteauroux (D2)      |
| Total (4 mouvements) | Total (4 mouvements) | Total (4 mouvements) | 0 €  |        |                       |                          |

| Date       | Durée | Nom           |
| ---------- | ----- | ------------- |
| 1 juin     | 3 ans | Serge Aurier  |
| 1 juin     | 3 ans | Medhy Guezoui |
| 1 juin     | 3 ans | Anthony Rogie |
| 16 octobre | 3 ans | William Rémy  |